# Cales

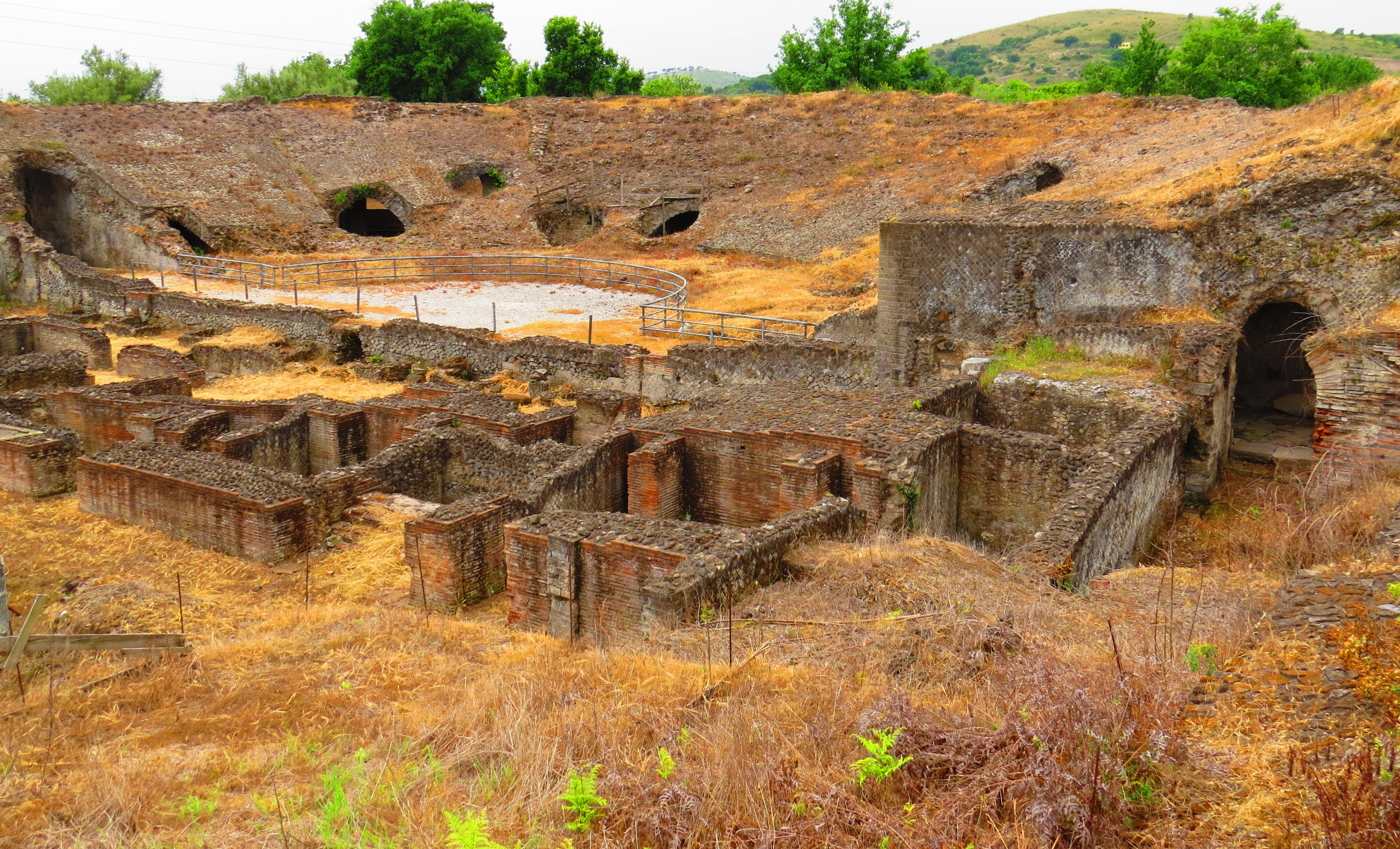
Ruinen des Theaters von Cales

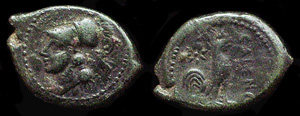
Münzen aus Cales

Cales (Namensformen Καλησία; Calenum; Cale) war eine antike italische Stadt des oskischen Stammes der Aurunker bzw. Ausonen in Kampanien. 335 v. Chr. wurde sie von Rom erobert. Sie lag auf einer Hochebene an der Via Latina. Heute steht an ihrer Stelle die zur italienischen Provinz Caserta gehörige Gemeinde Calvi Risorta.
Silius Italicus führt die Gründung von Cales auf Kalais, den Sohn des Windgottes Boreas, zurück, nach dem die Stadt benannt sein soll. In historischer Zeit taucht Cales das erste Mal 335 v. Chr. in den Quellen auf, als seine Einwohner gemeinsam mit den benachbarten Sidicinern gegen die Römer kämpften. Dabei konnte der Konsul Marcus Valerius Corvus die Stadt erobern, welche Tat ihm einen Triumph einbrachte. Zur Sicherung dieser Eroberung wurde 334 v. Chr. in Cales eine Kolonie latinischen Rechts von 2.500 Bürgern eingerichtet. Seither war Cales ein bedeutender römischer Stützpunkt in Kampanien und Sitz des Quästors für Süditalien, selbst noch in der Zeit des römischen Geschichtsschreibers Tacitus. Die Samniten zogen 296 v. Chr. verheerend durch das Territorium von Cales.
Im Zweiten Punischen Krieg, den Rom gegen Hannibal führte, war Cales eine wichtige römische Festung in Kampanien. Es litt aber derart unter den Kriegszerstörungen, dass es sich 209 v. Chr. außerstande erklärte, weitere finanzielle Leistungen zu erbringen oder zusätzliche Soldaten zu stellen. Zur Vergeltung wurden der Stadt später von den Römern höhere Kontributionen auferlegt. Einige Zeit vor seinem Konsulat (184 v. Chr.) verstärkte Publius Claudius Pulcher die römische Kolonie in Cales durch weitere Siedler. Neben Teanum Sidicinum blieb Cales die bedeutendste Stadt im Inneren Kampaniens. Nach dem Bundesgenossenkrieg wurde Cales 90 v. Chr. ein Municipium der Tribus Publilia, das es auch in der römischen Kaiserzeit blieb.
In Cales (und andernorts) wurde die bis nach Etrurien exportierte „Calenische Keramik“, eine Art der „schwarzglasierten“ Glanztonkeramik, erzeugt, außerdem berühmter Wein, dessen Qualität auf der Fruchtbarkeit des Umlandes beruhte, das dem bekannten Weinbaugebiet des Falernus ager direkt benachbart war. So gelangten die Bewohner von Cales zu Wohlstand, den der Geograph Strabon bestätigt. Im 5. Jahrhundert n. Chr. war die Stadt ein Bischofssitz.
Es blieben bedeutende Überreste der antiken Stadt erhalten, u. a. ein Amphitheater, ein Theater, ein Tempel sowie eine Nekropole des 7./6. Jahrhunderts v. Chr. Ferner finden sich viele Kupfer- und Silbermünzen mit lateinischen Legenden aus der Zeit der römischen Herrschaft.

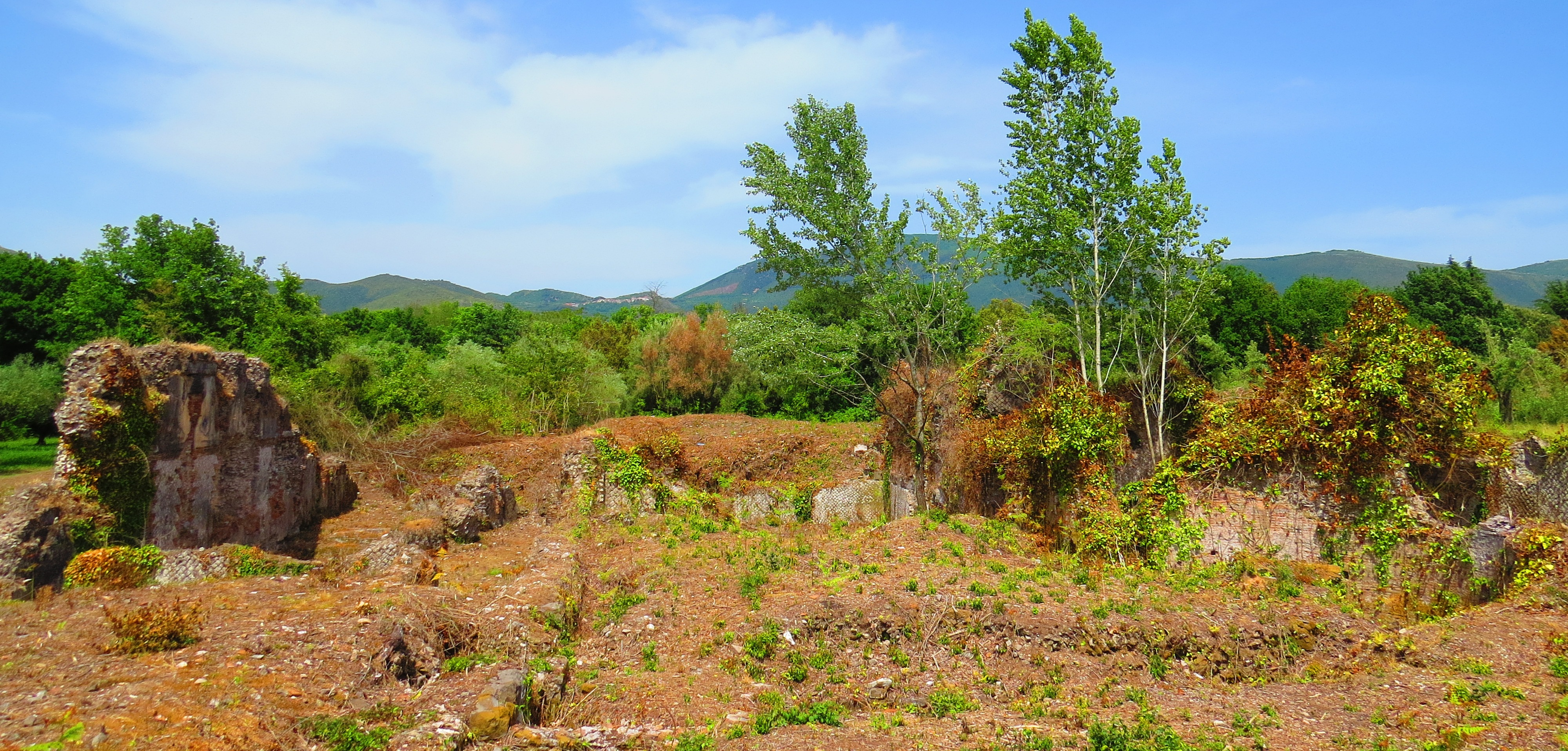
Thermen
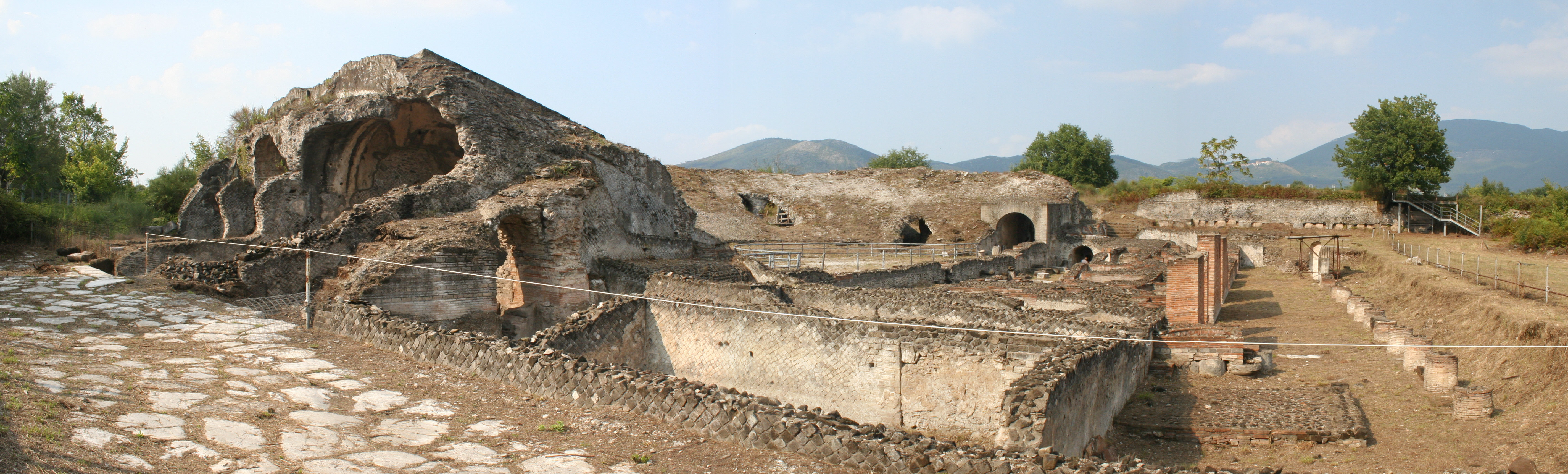
Theater
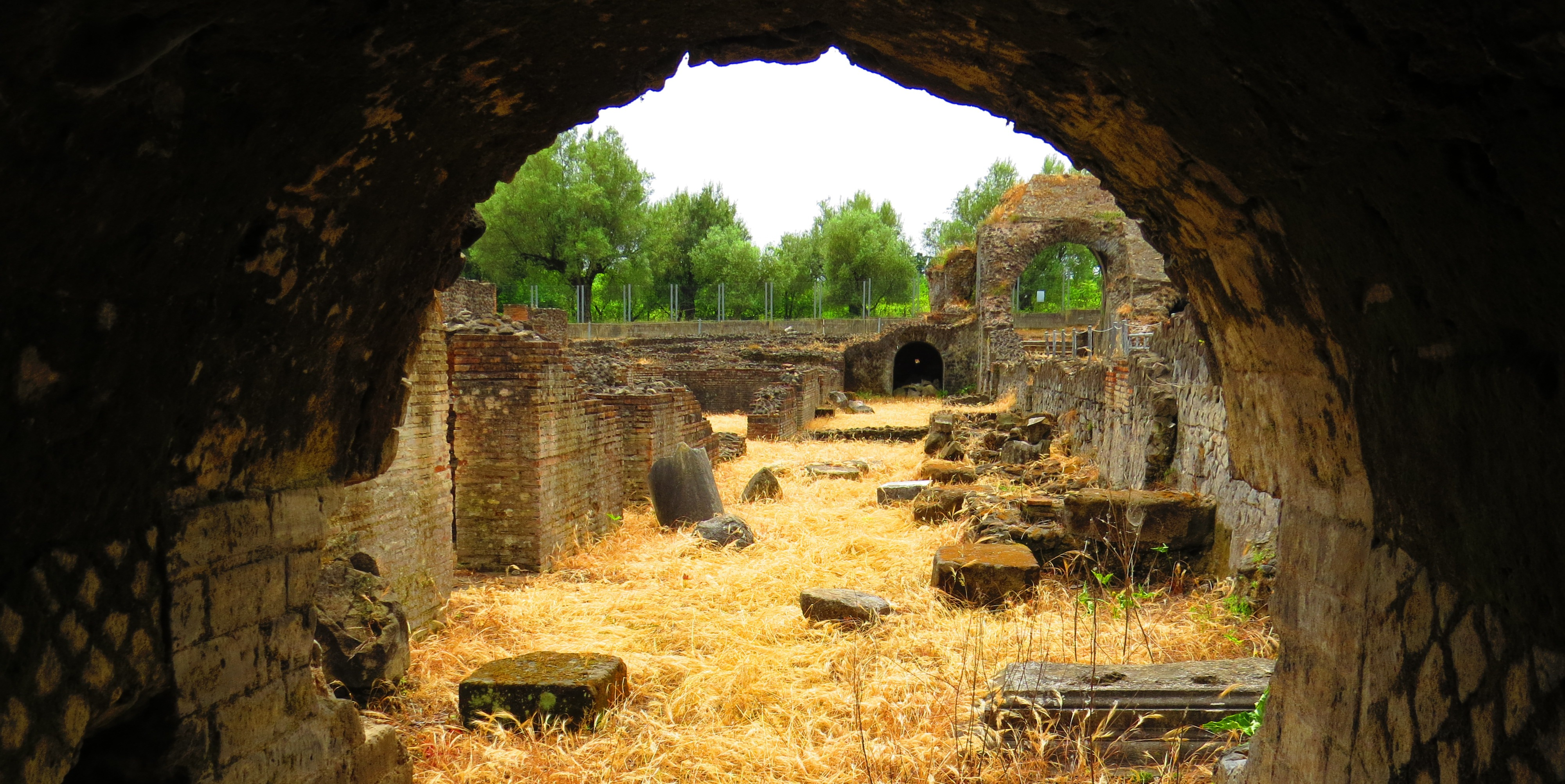
Innenräume des Theaters